# The Heart Gently Weeps
Singles de Wu-Tang Clan
"Gravel Pit"
(2000)
Pistes de 8 Diagrams
"Unpredictable" "Wolves"
The Heart Gently Weeps est le 1er single officiel du 5e album studio du Wu-Tang Clan sorti fin 2007. Sur ce morceau, on ne retrouve pas tous les membres du groupe en même temps, il y a dans l'ordre de passage : Raekwon, Ghostface Killah et Method Man.
- Ce titre reprend le titre "While My Guitar Gently Weeps" sorti par les Beatles en 1968. Le sample est ici rejoué par John Frusciante, guitariste des Red Hot Chili Peppers et par Dhani Harrison qui n'est autre que le fils du guitariste des Beatles et compositeur de la chanson, George Harrison, décédé en 2001.

- Dhani Harrison joue sur le morceau avec une guitare Gretsch de 1961 qui a été offerte à RZA par Russell Crowe à la fin du tournage du film American Gangster de Ridley Scott.

- Les portions vocales du refrain sont ici assurés par Erykah Badu